# Партизанский памятный знак 1941 года
Партизанский памятный знак 1941 года (сербохорв. Партизанска споменица 1941. / Partizanska spomenica 1941., макед. Партизанска споменица 1941., словен. Partizanska spomenica 1941.) — памятная награда Социалистической Федеративной Республики Югославии, которой удостаивались участники Народно-освободительной войны, вступившие в партизанское движение в 1941 году. Всего было награждено 27 269 человек, Партизанским памятным знаком награждались только живые на момент награждения участники. Погибшие партизаны, вступившие в войну в 1941 году, награждались медалью «Памяти павших борцов».

## История
Партизанский памятный знак 1941 года был учреждён по распоряжению Попечительства народной обороны Национального комитета освобождения Югославии 14 сентября 1944 года во время совещания на острове Вис. Попечительство решило таким образом выразить благодарность и признание тем солдатам и военачальникам Народно-освободительной армии Югославии, которые вступили в войну в 1941 году. Первый вариант Партизанского памятного знака 1941 года был изготовлен в 1944 году в СССР. Автором эскиза знака стал югославский скульптур Антун Аугустинчич, являвшийся заместителем Броза Тито на посту председателя Национального комитета освобождения Югославии и в 1944 году находившийся в Москве в составе военной миссии Народно-освободительной армии Югославии. Награда не имела официального статута. Первые награждения Партизанским памятным знаком 1941 года были произведены 14 сентября 1944 года. 
5 мая 1946 года был принят закон «О Партизанском памятном знаке 1941 года», который определил основания награждения и лиц, которые могут быть награждены. Эта награда расценивалась как «знак государственного признания организаторов народного восстания и первопроходцев народно-освободительной борьбы за великие деяния, совершённые во имя освобождения наших народов». Право на ношение памятного знака по закону имели только те участники войны, которые обязательно вступили в партизанскую армию в 1941 году, вне зависимости от того, продолжали ли они службу в Югославской народной армии или нет, были ли в плену или нет. Был разработан новый внешний вид награды и наградной ленты, авторами которых стали Антун Аугустинчич и Джордже Андреевич.
28 марта 1956 года законом «О правах награждённых Партизанским памятным знаком 1941 года» были предписаны правила ношения награды. 21 марта 1972 года был принят закон «Об основных правах награждённых Партизанским памятным знаком 1941 года», согласно которому награждённым предоставлялись некоторые привилегии: право на бесплатную медицинскую помощь, прибавку к пенсии, ежемесячные и ежегодные пособия, бесплатный проезд в общественном транспорте и ежегодный отпуск. Награждение проводилось министерством народной обороны, в том числе и Государственным секретариатом народной обороны. Заявки на награждение подавались до 31 декабря 1957 года, награждение продолжалось вплоть до 1963 года.
Памятный знак изготавливался из серебра, на неё наносилась позолота. Носился на левой стороне пиджака или кителя. Награждённому выдавалась Книга награждённого, которая являлась юридическим подтверждением права на ношение медали. Всего ею было награждено 27269 человек. Согласно закону «Об орденах и медалях Демократической Федеративной Югославии» от 9 июня 1945 года, памятный знак располагался на 18-м, последнем месте в списке наград Югославии по старшинству. В следующих законах ФНРЮ и СФРЮ Партизанский памятный знак 1941 года уже не рассматривался как официальная награда, однако привилегии и уникальные права награждённых действуют в бывших югославских республиках и в настоящее время.
К 20-летию начала войны в 1961 году в Ужице появилась большая мозаика «Партизанский памятный знак 1941 года», автором которой стал Маринко Бензон.